# Hideki Yamauchi
Hideki Yamauchi (Japans: 山内 英輝, Yamauchi Hideki) (Hyogo, 24 oktober 1988) is een Japans autocoureur.

## Carrière
Yamauchi begon zijn autosportcarrière in het karting. In 2005 stapte hij over naar het formuleracing in de Formule Toyota, waar hij als achtste in het kampioenschap eindigde. In 2007 stapte hij over naar de Formule Challenge Japan, waar hij één race won onderweg naar de zevende plaats in het kampioenschap.
In 2008 maakte Yamauchi zijn debuut in de Formule 3 in de nationale klasse van de All-Japan F3. Hij behaalde in deze klasse acht overwinningen en werd kampioen met 121 punten, 25 punten meer dan de nummer twee Alexandre Imperatori. Ook nam hij deel aan twee races van de GT300-klasse van de Super GT. In 2009 nam hij deel aan vier Super GT-races, waar hij als zestiende in het GT300-kampioenschap eindigde.
In 2010 keerde Yamauchi terug in de All-Japan F3 in de tweede helft van het seizoen voor Hanashima Racing. Hij won één race op het Sportsland SUGO, waarmee hij als zesde in het kampioenschap eindigde.
In 2011 bleef Yamauchi rijden in de All-Japan F3 voor Hanashima Racing. Met drie overwinningen eindigde hij achter Yuhi Sekiguchi en Hironobu Yasuda als derde in het kampioenschap met 79 punten. Ook nam hij deel aan één Super GT-race. Ook nam hij deel aan de Formule 3 Grand Prix van Macau voor het team Toda Racing, waarin hij als vijftiende eindigde. Hierdoor nam hij ook deel aan één raceweekend van de Formule 3 International Trophy, maar hij was hierin niet puntengerechtigd.
In 2012 nam Yamauchi opnieuw deel aan de All-Japan F3 voor B-Max Engineering. Met één overwinning op de Twin Ring Motegi eindigde hij achter Ryo Hirakawa en Yuichi Nakayama als derde in het kampioenschap met 62 punten. Ook nam hij deel aan de GT300-klasse van de Super GT samen met Koji Yamanishi voor het team JLOC. Met een tweede plaats op Motegi als beste resultaat eindigden zij als dertiende in het kampioenschap met 19 punten.
In 2013 rijdt Yamauchi opnieuw in de GT300-klasse van de Super GT voor JLOC naast Hiroki Yoshimoto.